# Абдуллах ибн Убайй
Абдуллах ибн Убайй аль-Ауфи (при рождении Хубаб ибн Убайй; ум. в 630) — один из лидеров мединского племени бану хазрадж, позднее стал лидером партии «лицемеров». По материнской линии известен также как Ибн Салул.

## Биография
Абдуллах ибн Убай хотел стать правителем Медины, переселение в этот город пророка Мухаммада и активная проповедь ислама не дали сбыться его планам. Тем не менее, он оставался уважаемым человеком в Медине.
После переселения Мухаммеда в Медину большая часть арабского населения города приняла ислам. После победы мусульман в битве при Бадре Абдуллах сменил имя, так как Мухаммад сообщил, что Хубаб — это имя Шайтана, и принял ислам, но искренность этого действия оспаривается мусульманскими историками. Вся последующая его деятельность была тайно или явно направлена против Пророка. Он способствовал ослаблению мусульманской армии перед битвой при Ухуде, уведя из её рядов перед началом боя около 300 своих сторонников. После этого Абдуллах вёл переговоры со всеми врагами мусульман, пытаясь добиться определённого влияния в Медине с целью изгнания Пророка из города. Он также способствовал распространению недобрых слухов о пророке Мухаммеде и мусульманах.
В 624, когда мусульмане напали на бану Кайнука, Ибн Убайй попросил Мухаммеда отпустить их, так как они были в союзе с ним в доисламские времена.
Никаких практических результатов Абдуллаху ибн Убаю и его сторонникам из партии «лицемеров» достигнуть не удалось. Они не обладали достаточными силами, чтобы реально противостоять мусульманам. Попытка лицемеров основать центр в Кубе, где они построили свою «Масджид ад-Дирар» (мечеть раздора), окончилась неудачей.
Он принял участие в походе в Худайбийю, но остался во время похода в Табук, вероятно, из-за плохого здоровья, так как вскоре после этого Абдуллах ибн Убайй умер.
Несмотря на то, что он вёл антиисламскую деятельность, Мухаммад проявлял большую сдержанность. Мухаммад распорядился совершить над его телом погребальную молитву. Согласно преданию, после этого Пророку был ниспослан 84 аят суры ат-Тауба о том, чтобы после этого над телами умерших лицемеров эта молитва не совершалась: «Никогда не совершай обрядовой молитвы по кому-либо из мунафиков и не останавливайся у его могилы. Ведь они не уверовали в Аллаха и Его Посланника и умерли нечестивцами».
У Абдуллаха ибн Убайя было несколько дочерей и сын, которого тоже звали Абдуллах.